# Rhinema retrorsum
Rhinema retrorsum är en rundmaskart som beskrevs av Nathan Augustus Cobb 1920. Rhinema retrorsum ingår i släktet Rhinema och familjen Monoposthiidae. Inga underarter finns listade i Catalogue of Life.